# Campton (Kentucky)
Campton è un comune degli Stati Uniti d'America, situato nello Stato del Kentucky, nella Contea di Wolfe, della quale è il capoluogo.